# Mimésis (Auerbach)
Pour les articles homonymes, voir Mimesis.
Mimésis : la représentation de la réalité dans la littérature occidentale (allemand : Mimesis. Dargestellte Wirklichkeit in der abendländischen Literatur) est un essai de critique littéraire écrit par le philologue allemand Erich Auerbach et publié en 1946 par les éditions A. Francke. La traduction francophone, par Cornélius Heim, est publiée en 1969 par Gallimard. 
Selon Jean-Éthier Blais, « [t]out Mimésis est consacré à l'évolution de la notion d’imitation de la nature, jusqu’à la prise de position solennelle de Flaubert ».

## Présentation
Dans Mimesis, Auerbach défend une thèse : la manière dont un écrivain traite la réalité, la perspective dans laquelle il s'inscrit et le style qu'il choisit ne peuvent s'expliquer qu'en se référant au contexte socioculturel de l'écrivain. Le philologue allemand associe ainsi les moments socio-historiques au débat sur les différents styles et à l’investigation de la forme réaliste.